# Corações em Conflito
Corações em Conflito é uma telenovela brasileira produzida pela extinta TV Excelsior e exibida de 10 de dezembro de 1963 a 5 de fevereiro de 1964 no horário das 19 horas, totalizando 42 capítulos. Foi escrita por Ivani Ribeiro e dirigida por Tito Di Miglio. A história da novela é baseada em uma das obras para rádio de Ivani Ribeiro.

## Sinopse
A trama da novela gira em torno de um homem cuja mulher morreu, que enfrenta problemas em seu segundo casamento.

## Elenco
| Ator/Atriz      | Personagem |
| --------------- | ---------- |
| Carlos Zara     | Fernando   |
| Flora Geny      | Beatriz    |
| Márcia Real     | Isabel     |
| Edmundo Lopes   | Guilherme  |
| Mauro Mendonça  | Rodolfo    |
| Geraldo Louzano | Alexandre  |